# Simpang Gong
Simpang Gong is een bestuurslaag in het regentschap Bangka Barat van de provincie Bangka-Belitung, Indonesië. Simpang Gong telt 1045 inwoners (volkstelling 2010).